# Manewry mixtape. Z cyklu janczarskie opowieści
Manewry mixtape. Z cyklu janczarskie opowieści – drugi mixtape DonGURALesko, w pełni wyprodukowany przez Matheo. Promował go teledysk do utworu "Otoczony Oceanem".

## Lista utworów
Opracowano na podstawie materiału źródłowego.
1. "Intro
2. "Jedziemy z tym" (gościnnie WSZ)
3. "Teraz ja powiem wam"
4. "Chłopaki z elementu"
5. "Poznański stan świadomości" (gościnnie Shellerini)
6. "Taniec pojebaniec"
7. "Pimpuś" (gościnnie Kaczor, Ramona 23)
8. "Powiedz gdzie jest hajs tu" (gościnnie Shellerini)
9. "Skit by WSZ #1"
10. "Dobrze o tym wiesz" (gościnnie Qlop, Shellerini)
11. "Leje się atrament" (gościnnie Trzeci Wymiar)
12. "Na żywo z Poznania" (gościnnie Rafi, Peja, Kaczor)
13. "Karma (Matheo Remix)" (gościnnie Kaczor, Miodu)
14. "Skit by WSZ #2"
15. "Mixtape Z Matheo"
16. "Otoczony oceanem"
17. "Freestyle"
18. "Manewry (Matheo Remix)" (gościnnie Kaczor)
19. "Nocne manewry (Diamentowy Hann 2)" (gościnnie Maciej Szwarc „Kapitan Wsysko”)
20. "Manewry (Screwed & Chopped Remix)" (gościnnie Kaczor, Ramona 23)
21. "Outro"